# Les Escaldes (Vilanova de les Escaldes)

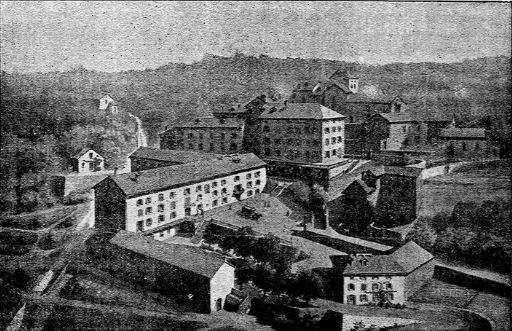
Les Escaldes el 1896

Les Escaldes és un balneari i petit nucli de població del terme comunal de Angostrina i Vilanova de les Escaldes, a la comarca nord-catalana de l'Alta Cerdanya.
És a l'esquerra de la Ribereta, al nord del poble de Vilanova de les Escaldes i al nord-oest del d'Angostrina.